# Josep Solsona i Duran
Josep Solsona i Duran (Cervera 1932 - Cervera, 1975), fou un poeta català.
La seva llicenciatura en lletres l'obtingué amb una tesi sobre Guerau de Liost.

## Obres
- Tercera Antologia Poètica Universitària
- Poemes, (1971)